# 11월 7일
11월 7일은 그레고리력으로 311번째(윤년일 경우 312번째) 날에 해당한다.

## 사건
- 1848년 - 1848년 미국 대통령 선거, 재커리 테일러가 당선됨
- 1911년 - 일본 총독부, 국세징수령 공포.
- 1917년 - 러시아 11월 혁명이 시작되다. (당시 러시아는 아직 율리우스력을 쓰고 있었기 때문에 10월 25일로 기록되었고 10월 혁명으로 불린다.)
- 1918년 - 독일 전역에 좌익 봉기 확산. 뮌헨에서 바이에른 왕정이 전복되고 사회주의 공화정 선포. 그러나 이 사회주의 정권은 우익 자유군단의 공격으로 붕괴되었다.
- 1921년 - 이탈리아, 국가파시스트당 창당. (당수 무솔리니)
- 1923년 - 대전에서 전국형평사대표자대회 개최.
- 1931년 - 강서성 서금에서 중화소비에트공화국 임시정부 수립. 주석 마오쩌둥 옹립.
- 1945년 - 남아프리카 공화국, 멕시코 유엔 가입.
- 1950년 - 유엔 안보리, 대한민국 대표 초청안 가결.
- 1952년 -
  - 레바논, 부녀자에 참정권 부여.
  - 중국 인민일보 사설, <소련에 감사하고, 소련으로부터 학습하자> 발표
- 1953년 - 막사이사이, 필리핀 대통령에 당선.
- 1955년 - 영국 애틀리 노동당수 사임.
- 1972년 - 리처드 닉슨 미국 대통령 재선. 그러나 닉슨은 워터게이트 사건으로 얼마 못가 퇴임하게 된다.
- 1978년 - 한˙미연합사령부 발족.
- 1980년 - 정치풍토쇄신위 발족. 위원장 김중서 대법원장.
- 1982년 -
  - 레바논, 대한민국에 파병요청. 이 무렵 레바논은 이스라엘의 침공과 기독교계 및 이슬람계 간 내전으로 혼란한 상황이었다
  - 서아프리카 오트볼타에 쿠데타.
- 1983년 - 
  - 동아건설, 리비아 대수로공사 30억달러 수주
  - 대한민국-파키스탄, 국교수립
- 1987년 - 벤 알리가 튀니지대통령의 임기를 시작했다.
- 1997년 - 김영삼 대통령이 신한국당 탈당을 하고 무소속 전향하여 대한민국 무여당 체제 돌입.
- 2000년 - 미국 대통령 선거에서 공화당의 조지 W. 부시 후보가 민주당의 앨 고어 후보를 누르고 승리. 최종 결과는 1개월 뒤 플로리다주의 법원에 의해 결정됨.
- 2014년 - 충청남도 태안군 고남면 영목항 앞 해상에서 승객 40명이 탄 유람선이 표류하다 해경에 구조되었다.
- 2020년 - 2020년 미국 대통령 선거에서 조 바이든이 당선되었다.

## 문화
- 1990년 - 보리사브 요비치 유고슬라비아 대통령, 동구권 국가 원수로는 처음으로 방한.
- 1995년 - V-리그 대전 삼성화재 블루팡스 창단.
- 2000년 - KBO 리그 KBO 한국시리즈 7차전에서 현대 유니콘스가 두산 베어스를 6대 2로 꺾고 시리즈 전적 4승 3패로 1998년 이후 2년만에 통산 2번째 우승을 달성하였다.
- 2009년 - 포항 스틸러스가 사우디아라비아의 알 이티하드를 누르고 AFC 챔피언스리그 우승을 거머쥐다.

## 탄생
- 630년 - 비잔티움 제국의 황제 콘스탄스 2세. (~668년)
- 1186년 - 몽골 제국의 제2대 군주 오고타이 칸. (~1241년)
- 1417년 - 조선의 제7대 국왕 세조. (~1468년)
- 1542년 - 조선 중기의 관료, 인문학자, 의학자, 저술가 류성룡. (~1607년)
- 1664년 - 중국 청나라의 군인 겸 정치가 보르지기트 반디. (~1775년)
- 1728년 - 영국의 탐험가 제임스 쿡. (~1779년)
- 1867년 - 폴란드 태생 프랑스의 화학자, 노벨상 마리 퀴리. (~1934년)
- 1878년 - 오스트리아-스웨덴의 물리학자 리제 마이트너. (~1968년)
- 1879년 - 러시아 혁명가 출신 구 소련의 정치인 레프 트로츠키. (~1940년)
- 1885년 - 미국의 경제학자 프랭크 나이트. (~1972년)
- 1911년 - 러시아의 과학자 미하일 얀겔. (~1971년)
- 1913년 - 프랑스의 철학자, 문인 알베르 카뮈. (~1960년)
- 1918년 - 미국의 목회자 빌리 그레이엄. (~2018년)
- 1920년 - 대한민국의 정치인 김종철. (~1986년)
- 1927년
  - 일본의 기업인 닌텐도 주식회사 前 사장 야마우치 히로시. (~2013년)
  - 미국의 미식축구, 복싱 선수 로버트 윌. (~2023년)
- 1930년 - 미국의 육상 선수 그레그 벨. (~2025년)
- 1936년 - 미국의 농구 선수 앨 애틀리스. (~2024년)
- 1942년 - 프랑스의 추기경 앙드레 뱅트루아. (~2025년)
- 1943년
  - 캐나다의 음악가, 화가 조니 미첼.
  - 조선민주주의인민공화국의 작곡가 리종오. (~2016년)
- 1944년 - 이탈리아의 축구 선수 루이지 리바. (~2024년)
- 1946년 - 미국의 영화배우 존 아일워드. (~2022년)
- 1947년 - 일본의 전 야구 선수 후쿠모토 유타카.
- 1948년 - 이탈리아의 영화배우 다니엘라 조르다노. (~2022년)
- 1950년 - 대한민국의 배우 정동남.
- 1954년 - 프랑스의 소설가 이자벨 라캉. (~2023년)
- 1956년 - 대한민국의 정치인 이동섭.
- 1957년 - 대한민국의 노동운동가 박기순. (~1978년)
- 1958년
  - 대한민국의 정치인 이미경.
  - 일본의 바둑 기사 왕리청.
- 1959년 - 미국의 배우 제임스 매캐프리. (~2023년)
- 1960년 - 대한민국의 축구 선수 김석원.
- 1961년 - 벨라루스의 전 축구 선수, 현 축구 감독 세르게이 알레이니코프.
- 1962년 - 대한민국의 법조인 이균용.
- 1963년
  - 영국의 축구 선수, 축구 감독 존 반스.
  - 인민공화국의 정치인 세르게이 코즐로프.
- 1964년
  - 대한민국의 작가 한석원.
  - 미국의 배우, 영화제작자 트로이 베이어.
- 1967년 - 프랑스의 전자 음악가 다비드 게타.
- 1968년 - 대한민국의 회계사 정동연.
- 1969년 - 미국의 기업인, AMD의 CEO 리사 수.
- 1970년
  - 대한민국의 성우 조예신.
  - 영국의 언론인 존 캔틀리.
  - 미국의 영화감독 모건 스펄록. (~2024년)
- 1971년
  - 대한민국의 유도 선수 이성훈.
  - 인도의 배우 리투파르나 셍굽타.
- 1973년 - 대한민국의 배우 김윤진.
- 1974년
  - 대한민국의 배우, 모델 최민.
  - 잉글랜드의 배우 노아 헌틀리.
- 1976년 - 미국의 야구 선수 레스 왈론드.
- 1977년 - 대한민국의 방송인, 전 아나운서 전현무.
- 1978년
  - 대한민국의 축구 선수 최현.
  - 일본의 영화배우, 가수 나가세 토모야.
  - 영국의 축구 선수 리오 퍼디낸드.
  - 미국의 영화 감독 윌 글럭.
- 1979년
  - 미국의 프로레슬링 선수 조이 라이언.
  - 러시아의 레슬링 선수 기오르기 고그셸리제.
- 1980년
  - 대한민국의 아나운서 손정은.
  - 대한민국의 야구 선수 이인구.
  - 대한민국의 모델 겸 방송인, 싱어송라이터 장윤주.
  - 미국의 프리스타일 스키 선수 섀넌 바키.
- 1981년
  - 일본의 배우 우치야마 리나.
  - 일본의 축구 선수 나카야마 사토시.
- 1982년
  - 대한민국의 가수 아이비.
  - 대한민국의 배우 김진이.
  - 대한민국의 래퍼 와디.
  - 대한민국의 배우 윤봉길.
- 1983년
  - 대한민국의 전 아나운서 차다혜.
  - 대한민국의 축구 선수 이동원.
  - 대한민국의 배우 유일한.
- 1984년
  - 대한민국의 가수 및 음악 프로듀서 나잠 수.
  - 도미니카 공화국의 모델, 가수, 배우 아멜리아 베가.
- 1985년 - 대한민국의 배우 지일주.
- 1986년
  - 대한민국의 야구 선수 금민철. (키움 히어로즈)
  - 미국의 가수 토로 이 모아.
- 1987년 - 대한민국의 가수 에스나.
- 1988년 - 스웨덴의 모델 엘사 호스크.
- 1989년
  - 대한민국의 프로 바둑 기사 조경호.
  - 파키스탄, 미국의 배우 아리즈 파티마.
  - 일본의 전 축구 선수 이시카와 나오토.
- 1990년
  - 대한민국의 권투 선수 최현미.
  - 스페인의 축구 선수 다비드 데 헤아.
- 1991년 - 대한민국의 가수, 국악인 박민주.
- 1992년 - 대한민국의 가수 손민지.
- 1993년 - 중화민국의 양궁 선수 탄야팅.
- 1994년
  - 일본의 가수 이이쿠보 하루나.
  - 일본의 피겨 스케이팅 선수 무라카미 가나코.
- 1995년 - 일본의 성우 요시오카 마유.
- 1996년
  - 뉴질랜드의 가수 로드.
  - 일본의 아이돌 오카베 린.
- 1997년
  - 중국의 가수 디에잇 (세븐틴).
  - 대한민국의 모델, 방송인, 카레이서 정유나.
  - 일본의 아이돌 오카다 나나.
- 1998년 - 대한민국의 가수 홍중 (에이티즈).
- 2000년 - 잉글랜드의 축구 선수 캘럼 허드슨오도이.
- 2001년 - 아일랜드 출신의 캐나다 배우 에이미베스 맥널티.
- 2002년 - 독일의 가수 가비. (블랙스완)
- 2003년 - 대한민국의 배우 박지후.
- 2004년 - 대한민국의 야구 선수 김건희.
- 2006년 - 러시아 태생 독일의 체조 선수 다랴 바르폴로메프.

### 미상
- 대한민국의 가수 김재국. (타카피)

## 사망
- 1457년 - 조선의 제6대 국왕 단종. (1441년~)
- 1823년 - 에스파냐의 군인, 정치인 라파엘 델 리에고. (1784년~)
- 1856년 - 대한민국의 미술가, 화가, 실학자 김정희. (1786년~)
- 1872년 - 독일의 수학자 알프레트 클렙슈. (1833년~)
- 1901년 - 청나라의 정치인, 군인 이홍장. (1823년~)
- 1913년 - 영국의 박물학자 앨프레드 러셀 윌리스. (1823년~)
- 1971년 - 대한민국의 가수 배호. (1942년~)
- 1992년 - '프라하의 봄'을 주도한 체코의 정치인 알렉산데르 둡체크. (1921년~)
- 1998년 - 영국의 산악인 헌트 남작 존 헌트. (1910년~)
- 1999년 - 대한민국의 배우 김성찬. (1954년~)
- 2000년 - 대한민국의 배우 태민영. (1954년~)
- 2015년
  - 대한민국의 법조인, 정치인 유수호. (1931년~)
  - 대한민국의 목회자 노윤석. (1924년~)
  - 조선민주주의인민공화국의 정치인 리을설. (1921년~)
- 2016년 - 캐나다의 가수, 시인, 소설가, 배우 레너드 코언. (1934년~)
- 2017년 - 미국의 야구 선수 로이 할러데이. (1977년~)
- 2018년 - 프랑스의 가수, 작곡가 프랑시스 레. (1932년~)
- 2020년
  - 대한민국의 배우 송재호. (1937년~)
  - 영국의 영화배우 존 프레이저. (1931년~)
  - 영국의 철학자 조너선 색스. (1948년~)
- 2021년
  - 러시아의 육상 선수 이고리 니쿨린. (1960년~)
  - 미국의 영화배우 딘 스톡웰. (1936년~)
- 2022년
  - 대한민국의 광학자 이병호. (1964년~)
  - 잉글랜드의 영화배우, 성우 레슬리 필립스. (1924년~)
- 2023년
  - 대한민국의 정치인 가기산. (1942년~)
  - 모리셔스의 정치인 데브 비라흐사우미. (1942년~)
  - 미국의 우주비행사 프랭크 보먼. (1928년~)

## 기념일
- 10월 혁명의 날: 소련

## 같이 보기
- 전날: 11월 6일 다음날: 11월 8일 - 전달: 10월 7일 다음달: 12월 7일
- 음력: 11월 7일
- 모두 보기